# 朝日村 (岐阜県)
朝日村（あさひむら）は、岐阜県大野郡にあった村である。2005年2月1日に大野郡内の白川村を除いた6村および吉城郡の2町村とともに高山市に編入し、高山市朝日町（あさひちょう）となった。なお、旧高山市域には元々漢字では同名の「朝日町」が存在するが、こちらは読み仮名が「あさひまち」となるため、あさひちょうとは区別される。

## 地理
- 山：六方山、丸黒山、日影平山、奥手山、高乾山、栃尾山、大平山、濁河山、法仙峰
- 河川：九蔵山、青屋川、飛騨川、秋神川
- 池：秋神貯水池、朝日貯水池

### 隣接していた自治体
- 高山市
- 下呂市
- 大野郡久々野町、高根村、丹生川村
- 長野県木曽郡開田村

## 歴史

### 沿革
- 1889年（明治22年）7月1日 村制施行により益田郡に朝日村が成立。
- 1950年（昭和25年）4月1日 近接する高根村と共に大野郡に移る。
- 2005年（平成17年）2月1日 大野郡丹生川村・清見村・荘川村・宮村・久々野町・高根村、吉城郡国府町・上宝村と共に高山市に編入される。

## 行政
- 村長：木本新一（1996年11月24日〜2005年2月1日）

## 教育

### 中学校
- 朝日村立朝日中学校

### 小学校
- 朝日村立朝日小学校
- 朝日村立秋神小学校

### 2005年以前に廃校となった学校
- 岐阜県立斐太実業高等学校朝日分校（1971年廃校）
- 朝日村立秋神中学校（1964年廃校）

## 交通

### 鉄道
- 村内に鉄道路線なし。最寄り駅は、JR東海高山本線高山駅。

### 道路
高速道路
- 町内に高速道路はなし。

一般国道
- 国道361号

主要地方道
- 岐阜県道87号久々野朝日線

一般県道
- 岐阜県道435号御岳山朝日線

長距離自然歩道
- 中部北陸自然歩道

## 名所・旧跡・観光スポット
- 鈴蘭高原 - 標高1,300ｍ～1,400ｍの高地に位置し、芝のランニングコース、自転車トレーニングに適したコースが設置されている[2]。
- 道の駅ひだ朝日村
- 美女高原公園 - 合併記念として整備された公園。美女ヶ池の周辺に展望デッキや芝生広場、水芭蕉が散策できる回廊がある[3]。
- 朝日白山神社
- 朝日大神宮
- 八幡神社（万石）
- 走り乃神社
- 秋神温泉

## 出身著名人
- 飛騨乃花成栄（大相撲力士）

## その他
- 朝日村役場の庁舎（現・高山市役所朝日支所）は2003年（平成15年）に竣工。その前の庁舎（1938年（昭和13年）に完成）は2003年（平成15年）に移築され、日本昭和村の昭和村役場となった。2018年（平成30年）に日本昭和村がぎふ清流里山公園に改称しリニューアル後は、旧朝日村庁舎として、旧朝日村の資料などを展示している。